# Medeolariales
Os Medeolariales são uma ordem da classe Leotiomycetes dentro do filo Ascomycota. A ordem é monotípica, contendo a única família Medeolariaceae, que por sua vez contém o único gênero Medeolaria que contém a espécie Medeolaria farlowii, descrito por Thaxter em 1922.